# جيرت هيركس
جيرت هيركس (بالهولندية: Gert Heerkes)‏ هو مدرب كرة قدم ولاعب كرة قدم هولندي، ولد في 3 نوفمبر 1965. لعب مع جيانغسو سونينغ.

## وصلات خارجية
- جيرت هيركس على موقع قاعدة بيانات كرة القدم.إي يو (الإنجليزية)
- جيرت هيركس على موقع Soccerway.com (الإنجليزية)
- جيرت هيركس على موقع عالم كرة القدم.نت (الإنجليزية)